# Elizabeth Yarnold
Elizabeth "Lizzy" Yarnold (Sevenoaks, 31 oktober 1988) is een Brits skeletonster. Ze begon in 2010 met de sport en won in het seizoen 2013/14 met overmacht de wereldbeker. Op de Olympische Winterspelen 2014 in Sotsji won ze vervolgens goud. Deze titel prolongeerde ze op de Olympische Winterspelen 2018 in Pyeongchang.
Haar eerste overwinningen boekte ze in de “Europa Cup” op 4 en 5 december 2010 in Igls. Bij de wereldkampioenschappen skeleton voor jeugd werd ze in 2011 tweede en in 2012 wereldkampioene. Haar eerste optreden in de wereldbeker was op 13 januari 2012 in Königssee, hier werd ze veertiende. Een week later won ze in Sankt Moritz haar eerste wereldbekerwedstrijd, drie weken later in Calgary haar tweede. Bij de wereldkampioenschappen van dat jaar in Lake Placid behaalde ze de bronzen medaille. In het seizoen 2012/13 stond ze twee keer op het podium van een wereldbekerwedstrijd (1x tweede, 1x derde). Op het WK van 2013 werd ze vierde. Met het landenteam (bestaande uit een mannelijke en vrouwelijke skeletonner en een mannelijke en vrouwelijke tweemansbob) werd ze zevende. In het seizoen 2013/14 boekte ze vier dagzeges in de acht wedstrijden tellende wereldbeker, werd twee keer tweede en een keer derde. Bij de achtste wedstrijd, die tegelijkertijd voor de Europese deelnemers als het “Europees kampioenschap” telde werd ze in de wereldbeker negende, in de eindklassering voor het EK eindigde hiermee ze als zesde. Op de Wereldkampioenschappen skeleton 2015 werd ze voor de eerste maal wereldkampioene. Ze huwde in mei 2016.

## Resultaten
| Jaar | Plaats      | Rang |
| ---- | ----------- | ---- |
| 2014 | Sotsji      | Goud |
| 2018 | Pyeongchang | Goud |

| Jaar | Plaats       | Rang                  |
| ---- | ------------ | --------------------- |
| 2012 | Lake Placid  | Brons                 |
| 2013 | Sankt Moritz | 4e 7e landenwedstrijd |
| 2015 | Winterberg   | Goud                  |
| 2017 | Königssee    | Brons                 |

| Jaar | Plaats    | Rang   |
| ---- | --------- | ------ |
| 2011 | Park City | Zilver |
| 2012 | Igls      | Goud   |

### Wereldbeker
| Seizoen   | Rang   |
| --------- | ------ |
| 2011/2012 | 19e    |
| 2012/2013 | 04e    |
| 2013/2014 | Goud   |
| 2014/2015 | Zilver |
| 2015/2016 | /      |
| 2016/2017 | 9e     |
| 2017/2018 | 9e     |

| Datum            | Plaats       |
| ---------------- | ------------ |
| 20 januari 2012  | Sankt Moritz |
| 9 februari 2012  | Calgary      |
| 29 november 2013 | Calgary      |
| 5 december 2013  | Lake Placid  |
| 4 januari 2014   | Winterberg   |
| 17 januari 2014  | Igls         |
| 12 december 2014 | Lake Placid  |
| 16 januari 2015  | Königssee    |
| 7 februari 2015  | Igls         |
| 8 februari 2015  | Igls         |
| 15 februari 2015 | Sotsji       |